# Jagdschloss Karlsbrunn

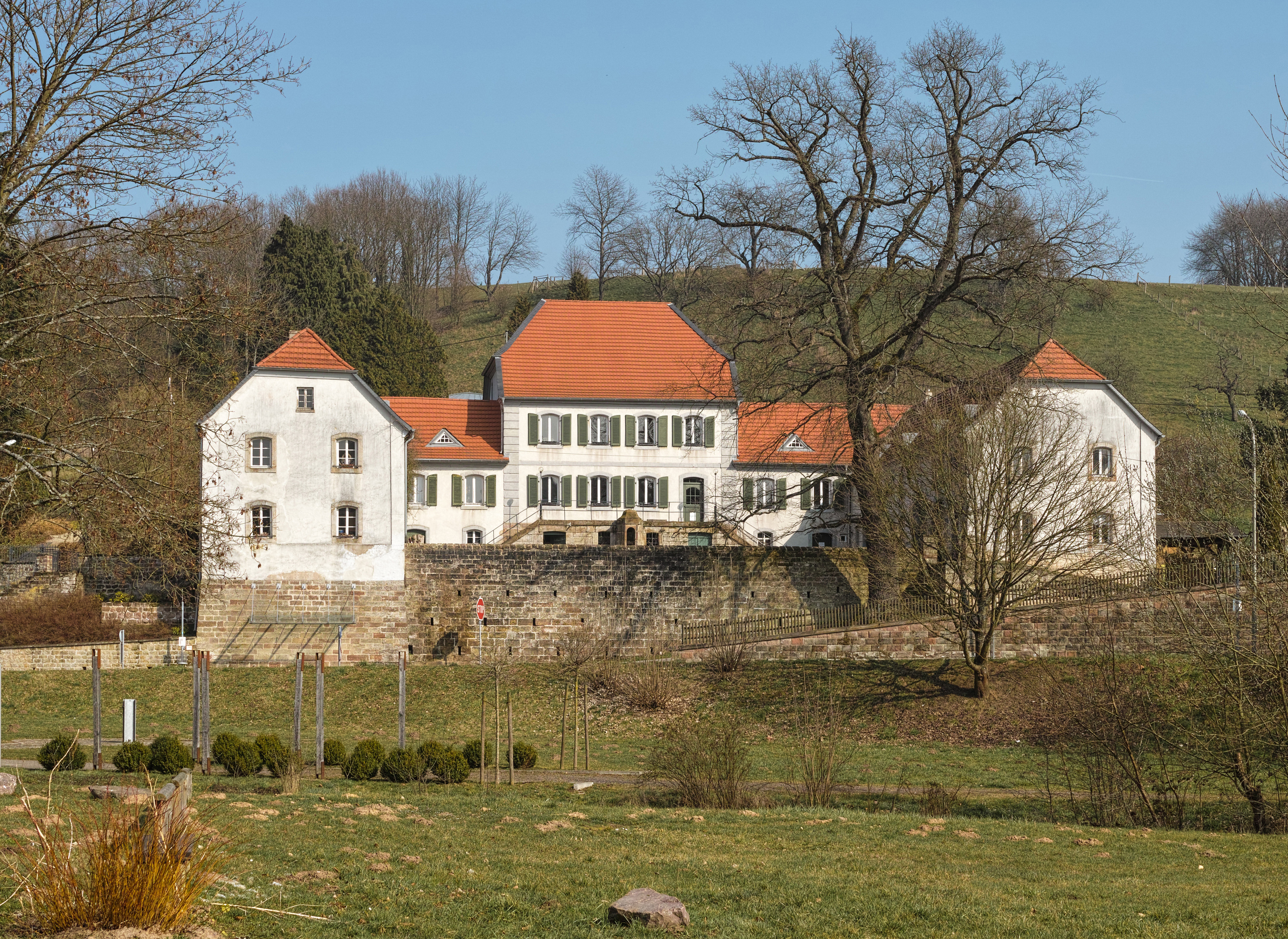
Jagdschloss Karlsbrunn

Das Jagdschloss Karlsbrunn ist ein kleines Schloss im Großrosselner Ortsteil Karlsbrunn. Es ist Teil der Barockstraße SaarPfalz und steht unter Denkmalschutz.

## Geschichte
Der kleine Weiler Karlsbrunn entstand 1717 aus der Ansiedlung von Glasbläsern und der Errichtung einer kleinen Glashütte. Der anfangs „Spiegelhütte“ genannte Ort wurde später nach Graf Karl Ludwig von Nassau-Saarbrücken benannt.
Der nahe Wald war einst das Jagdrevier der Saargaugrafen sowie des in späterer Erbfolge regierenden Nassauischen Fürstengeschlechts. Deshalb ließ Fürst Ludwig von Nassau-Saarbrücken sich hier zwischen 1769 und 1783 von Oberchausseedirektor Johann Philip von Welling oder Friedrich Joachim Stengel ein schlichtes Jagdschloss im Barockstil errichten, das Balthasar Wilhelm Stengel in den Jahren 1783 bis 1786 zum heutigen dreiflügeligen Gebäudekomplex erweiterte. Schon 1840 ging das Jagdschloss in den Besitz der preußischen Forstverwaltung über. Die Förster bauten in der Folgezeit den barocken Garten aus und pflanzten hier exotische Gehölze.

## Architektur
Auf einer Terrasse oberhalb der Hauptstraße durch den kleinen Ort steht das Anwesen mit Kernbau und zwei vorgeschobenen Seitenflügeln. Der vierachsige Mittelbau des zentralen Gebäudes ist dreigeschossig mit einem Krüppelwalmdach. Daran schließen sich zwei zweigeschossige und zweiachsige Zwischengebäude an, die die beiden Seitenflügel mit dem Mittelbau verbinden. Die Zufahrt zum Ehrenhof erfolgt durch den linken Seitenflügel. Das Gebäude betritt man hier über eine zweiläufige, hohe Treppe, vor der ein Wachhäuschen steht und die das Sockelgeschoss nahezu verdeckt. 1. und 2. Obergeschoss sind durch ein umlaufendes Geschossgesims getrennt, breite Ecklisenen schmücken den Mittelbau. Traufgesimse schließen Mittelbau und Zwischengebäude ab. Durch das ansteigende Gelände ist die Rückseite des Mittelbaus nur zweigeschossig. Zwischengebäude und Seitenflügel besitzen kleine dreieckige Dachgauben. Die Seitenflügel wurden als Wirtschaftsgebäude genutzt und besitzen breite Holztore.